# 카밀라 피탕가
카밀라 피탕가(Camila Pitanga, 1977년 6월 14일 ~ )는 브라질의 배우이다.

## 출연 작품
- 피탕가 (2016)
- 리우 2096 (2013)
- 아이드 리시브 더 워스트 뉴스 프롬 유어 뷰티풀 립스 (2011)
- 삼바의 시인, 노엘 (2006)
- 리디머 (2004)